# L'étoile du Nord
L'Etoile du Nord er en opéra comique i tre akter af Giacomo Meyerbeer til en fransk libretto af Eugène Scribe.
Meget af indholdet stammer fra Meyerbeers tidligere syngespil Ein Feldlager in Schlesien fra 1844, men der er også nogle væsentlige forskelle, hvoraf den vigtigste måske er, at Peter den Store i modsætning til syngespillets Frederik den Store deltager i handlingen.

## Opførelseshistorie
L'Etoile du Nord blev uropført i Salle Favart på Opéra-Comique i Paris den 16. februar 1854. Den blev en stor succes, og snart blev den opført på alle store teatre i Europa, Nordafrika og Amerika. Den forbliver på repertoiret gennem det meste af det 19. århundrede, men er næsten forsvundet ved begyndelsen af det 20. århundrede. De to store stykker for koloratursopran – bønnen og barcarolle i første akt og arien med to fløjter i tredje akt – blev stadig lejlighedsvis opført af berømte sangere som Amelita Galli-Curci og Luisa Tetrazzini.
Værket er blevet genopført to gange i moderne tid, af Opera Rara i 1975 og af Wexford Festival Opera (med Elizabeth Futral som Cathérine) i 1996.

## Roller
| Rolle                               | Stemmetype  | Originalbesætning, 16. februar 1854 (Dirigent:) |
| ----------------------------------- | ----------- | ----------------------------------------------- |
| Cathérine                           | Sopran      | Caroline Vandenheuvel-Duprez                    |
| Danilowitch                         | Tenor       | Toussaint-Eugène-Ernest Mocker                  |
| Ekimona                             | Mezzosopran | Marguerite Decroix                              |
| Georges Skawronski                  | Tenor       | Pierre-Victor Jourdan                           |
| Gritzenko                           | Baryton     | Léonard Hermann-Léon                            |
| Nathalie                            | Sopran      | Marie-Charlotte Lemercier                       |
| Peters Michaeloff (Pierre le Grand) | Bas         | Charles-Aimable Battaille                       |
| Prascovia                           | Sopran      | Constance-Caroline Faure-Lefebvre               |
| Reynolds                            | Bas         | Sylvain Dupuis                                  |
| Yermolov                            | Baryton     | Léon Carvalho                                   |
| Ismaïloff                           | Tenor       |                                                 |

## Diskografi
Begge de to moderne opførelser er udsendt på CD, den første kraftigt beskåret, mens den anden er blevet beskrevet som værende "komplet så vidt vides" omend det ikke er tilfældet.